# Chinesisch-saudi-arabische Beziehungen
Die Chinesisch-saudi-arabischen Beziehungen sind das zwischenstaatliche Verhältnis zwischen der Volksrepublik China und Saudi-Arabien. Das Verhältnis hat seit der Jahrtausendwende deutlich an Bedeutung gewonnen. Für Saudi-Arabien ist China zum wichtigsten Handelspartner aufgestiegen und auch die politischen und militärischen Beziehungen wurden im Rahmen einer strategischen Partnerschaft deutlich verstärkt.
Am 21. Juli 1990 nahmen die beiden Regierungen offizielle diplomatische Beziehungen auf. Vor den 1990er Jahren gab es keine bilateralen Beziehungen zwischen Saudi-Arabien und der VR China und die Saudis erkannten als Antikommunisten und enge Verbündete der USA stattdessen die Republik China auf Taiwan an. Saudi-Arabien war damit das letzte arabische Land, welches die VR China diplomatisch anerkannte. Nach der Aufnahme diplomatischer Beziehungen wurden die diplomatischen Beziehungen zwischen den beiden Ländern rasch intensiver. Der erste diplomatische Besuch zwischen Saudi-Arabien und der Volksrepublik China fand 1999 statt, als der Generalsekretär der KPCh, Jiang Zemin, Riad besuchte, was zur gegenseitigen Unterzeichnung eines Abkommens für die Zusammenarbeit im Erdölsektor führte. Dadurch stieg Saudi-Arabien 2005 zum größten Öllieferanten der Chinesen auf. Im Januar 2006 war König Abdullah das erste saudische Staatsoberhaupt, das China besuchte. Bei seinem Besuch wurden weitere Abkommen zur Zusammenarbeit im Energiebereich abgeschlossen. Hu Jintao besuchte im Gegenzug Saudi-Arabien im April desselben Jahres.
Unter der Ägide von Kronprinz Mohammed bin Salman wurden die Beziehungen in den 2010er Jahren weiter vertieft. Bei einem Staatsbesuch im Februar 2019 von bin Salman in China vereinbarten beide Länder bei der chinesischen Neuen Seidenstraße und der Saudi Vision 2030 zusammenarbeiten zu wollen. Im Juli 2019 unterzeichneten die UN-Botschafter von 37 Ländern, darunter auch Saudi-Arabien, ein gemeinsames Schreiben an den UNHRC, in dem sie Chinas Umgang mit Uiguren und anderen muslimischen Minderheiten in der Region Xinjiang verteidigten. Im Juni 2020 gehörte Saudi-Arabien zu den 53 Ländern, die bei den Vereinten Nationen das Chinesische Sicherheitsgesetz für Hongkong unterstützten. Präsident Xi Jinping besuchte Saudi-Arabien im Dezember 2022 und traf sich mit Kronprinz Salman. Während des Treffens unterzeichnete er zahlreiche Handelsverträge mit Saudi-Arabien und erhob die Beziehungen offiziell in den Rang einer umfassenden strategischen Partnerschaft, der höchsten Stufe in Chinas Klassifizierung der Beziehungen zu anderen Ländern. Im März 2023 nahmen der Iran und Saudi-Arabien nach chinesischen Vermittlungsbemühungen wieder diplomatische Beziehungen auf. Dies wurde als Zeichen des steigenden chinesischen Einflusses auf die politischen Geschehnisse im Nahen Osten angesehen.
Um seine Handelsbeziehungen zu diversifizieren, hat Saudi-Arabien die Wirtschaftsbeziehungen mit der VR China ausgebaut und 2017 überholte China die USA als wichtigster Handelspartner der Saudis. 2023 wurden verschiedene Wirtschaftsabkommen unterzeichnet, welche ein Volumen von 27 Milliarden US-Dollar aufwiesen. Das bilaterale Handelsvolumen lag 2023 bei rund 106 Milliarden Euro, nach knapp 80 Milliarden im Vorjahr. Die Wirtschaftskooperation beschränkt sich dabei längst nicht mehr nur auf den Erdölsektor. So vereinbarten chinesische und saudische Unternehmen 2022 Kooperationen im Bereich Informationstechnologie, Biotechnologie, Bergbau, Wasserstoffenergie und industrielle Fertigung. Beide Länder kooperieren auch im Bereich der Kernenergie und Saudi-Arabien hat chinesische Waffensysteme importiert. Ende 2023 vereinbarten beide Länder auch eine Abkehr vom US-Dollar im gegenseitigen Handel.